# 1990–1991-es magyar férfi vízilabda-bajnokság (másodosztály)
Az 1990–1991-es magyar férfi másodosztályú vízilabda-bajnokságban tíz csapat indult el, a csapatok két kört játszottak.

## OB I/B Tabella
| #   | Csapat                | M  | Gy | D | V  | G+  | G-  | P  |
| --- | --------------------- | -- | -- | - | -- | --- | --- | -- |
| 1.  | KSI                   | 18 | 17 | 0 | 1  | 263 | 137 | 34 |
| 2.  | EVIG-Ceglédi VSE      | 18 | 16 | 1 | 1  | 231 | 167 | 33 |
| 3.  | MAFC-Capital          | 18 | 12 | 1 | 5  | 224 | 172 | 25 |
| 4.  | Szentesi Vasutas SC   | 18 | 10 | 1 | 7  | 178 | 180 | 21 |
| 5.  | Kecskeméti VSC        | 18 | 8  | 3 | 7  | 198 | 172 | 19 |
| 6.  | Tipográfia TE         | 18 | 6  | 2 | 10 | 187 | 198 | 14 |
| 7.  | Egri Vízmű            | 18 | 5  | 3 | 10 | 168 | 197 | 13 |
| 8.  | Hódmezővásárhelyi VSC | 18 | 6  | 1 | 11 | 193 | 238 | 13 |
| 9.  | Bánki Donát FSE       | 18 | 4  | 0 | 14 | 138 | 216 | 8  |
| 10. | Csatornázási Művek SK | 18 | 0  | 0 | 18 | 146 | 249 | 0  |

* M: Mérkőzés Gy: Győzelem D: Döntetlen V: Vereség G+: Dobott gól G-: Kapott gól P: Pont

## OB II.
Bajnokság végeredménye: 1.Külker SC; 2.Ybl Miklós FSE; 3.Miskolci Vízművek SC; 4.Kecskemét; 5.Békéscsaba; 6.Pécs; 7.BVSC II; 8.Számalk; 9.Nagykanizsa; 10.Liget SE; 11.Siketek SC; 12.TFSE